# Mikael Johansson
Mikael Arne Johansson (* 12. června 1966, Huddinge) je bývalý švédský lední hokejista, střední útočník. Se švédskou reprezentací vyhrál mistrovství světa v letech 1991 a 1998. Ze světového šampionátu má též dvě stříbra (1990, 1995) a jeden bronz (1994). Z olympijských her z Calgary konaných roku 1988 si přivezl medaili bronzovou. Zúčastnil se též olympijských her v Albertville roku 1992, kde Švédové skončili pátí. Ve švédské nejvyšší soutěži hrál jen za Djurgårdens IF. Pětkrát se s Djurgårdenem stal mistrem Švédska (1989, 1990, 1991, 2000, 2001) a dvakrát vyhrál Evropský hokejový pohár (1990/91, 1991/92). V roce 2000 byl ve švédské lize vyhlášen nejlepším hráčem (ocenění Zlatý puk), ve stejném roce byl i nejužitečnějším hráčem a nejlepším střelcem. V roce 2001 obdržel cenu Rinkens riddare pro nejslušnějšího hráče ligy. Odehrál v domácí soutěži patnáct sezón a 582 utkání s bilancí 437 bodů a 142 branek. Zkusil si i zahraniční angažmá, čtyři sezóny strávil ve švýcarské nejvyšší soutěži v dresu EHC Kloten. Posbíral zde čtyři mistrovské tituly (1993, 1994, 1995, 1996). Po skončení hráčské kariéry se stal trenérem, vedl kluby Huddinge IK (2006-2007), Djurgårdens IF (2008-2012), HC Vita Hästen (2014-2016), Mora IK (2017-2018) a Västerviks IK (2018-). Jeho starší bratr Kent Johansson je také hokejistou a trenérem.